# Иван Фёдорович (князь стародубский)
Иван Федорович  — шестой удельный князь стародубский с 1356 по 1363.

## Биография
Иван Федорович, второй сын Федора Ивановича. Занял Стародубское княжество после смерти своего старшего брата Дмитрия Федоровича в 1354 году, а в следующем году ездил в Орду к хану Чанибеку, который утвердил его на княжении. С именем этого князя связано падение самостоятельности Стародубского удела, а вместе с тем и его владетелей. Иван Федорович был одним из тех непокорных князей, которые всячески противились явному стремлению Москвы поглотить все уделы, а их князей превратить в послушных подручных, временно оставляя за ними лишь тень самостоятельных владетелей. 
13 ноября 1359 г. скончался великий князь Звенигородский и Московский Иван II Иванович Красный, и великокняжеский престол должен был перейти к его девятилетнему сыну Димитрию (впоследствии — Донской); соперником последнего явился князь Суздальский, Дмитрий III Константинович. Во время борьбы за великокняжеский стол двух Димитриев, московского и суздальского, удельные князья, которых теснила Москва, явно или тайно сочувствовали последнему, а некоторые и открыто становились на сторону суздальского князя. Вероятно, Иоанн принадлежал к числу последних, так как Дмитрий Московский (точнее — его приближённые), приведя в свою волю суздальского и ростовского князей, выгнал Ивана из его удела (1363), после чего ушел в Нижний Новгород к Андрею Константиновичу, у которого сделался служилым князем. Дальнейшая судьба Ивана Федоровича неизвестна.

## Брак и дети
Ивана Федоровича считают бездетным все родословные, за исключением историка-любителя Н. Г. Головина, который в своем опубликованном в 1851 году труде о генеалогии русских князей без указания оснований дает ему сына Дмитрия и внука Василия.